# Болница Робер Дебре
Болница Робер Дебре (фр. Hôpital Robert-Debré) је универзитетски болнички центар и једнао од многобројних јавних здравствених установа Париза у систему Assistance publique - Hôpitaux de Paris. Она је једна од универзитетских болница намењена првенствено за лечење педијатријске патологија и ретких дечјих болести, али и за лечење жена и будућих мајки. Она је место неге, истраживања и подучавања, са 475 кревета и колевки, у којој се активно бави терапијским иновацијама 120 истраживача.
Данас је у погледу активности болница Робер Дебре највећа педијатријска болница у Европи и водећи пренатални центар на северу Париза у Ил де Франс или Париском региону Француске (највећем регион Француске по броју становника), у коме се налази 8 департмана укључујући и град Париз.

## Назив
Болница је названа по Роберу Дебреу (1882 — 1978) француском лекару, који се сматра оснивачем савремене педијатрије, оснивачем Међународног медицинског центра за децу (1949. године, уз учешће СЗО) и реформатором универзитетског болничког система у Француској средином 20. века.
Његов допринос медицини повезан је  и са открићем и описом многих дечјих болести: цереброспиналним менингитисом, оспицама, реуматском грознице, дечијом парализом итд.

## Историја

### Стара болница
Болница Робер Дебре настала је као резултат великог плана за реструктурирање педијатрије на северу и истоку Париза.  Настала је  спајањем две дечије болнице смештене северно од Париза: Херолд (у 19. арондисману) и Бретон  (у 18. арондисман),  основаних 1901. године.
Од почетка 1970-их, студије су указивале на потешкоће у раду ових старих болница, посебно у обављању нових истраживачких и наставних мисија. Изнад свега, трошне просторије биле су неодговарајуће у погледу неге болесника, а болнички услови више нису испуњавали нове захтеве у погледу болничког комфора, због застарелости објекта у медицинском и техничком смислу. Од пројеката модернизације на лицу места брзо се одустало и 1974. године управни одбор  Assistance publique - Hôpitaux de Paris, је одлучио да изгради нову болницу у чији састав би ушле ове две установе.

### Нова болница
Архитектонски конкурс за нову болницу покренут је у мају 1980. године, а резултирао је избором пројекта архитекте Pierre Riboulet-а, који је  у свом пројекту отступио од имиџа традиционалне болнице, и успео  вишеспратном композицијом да раздвоји функције различитих болничких служби. Док је главна полукружна зграда у којој се налази болница заштићена је од кружног пута другом зградом у којој се налазе лабораторије и медицинске ординације.
Отварање према граду такође је једна од главних иновација пројекта: дугачка панорамска галерија која носи име „Болничка улица“ проширује град унутар болнице. Ова јавна галерија омогућава приступ различитим услугама.
Поред тога, биљни елементи и природно светло играју суштинску улогу у лечењу деце. Затворена зимска башта засађена је вегетацијом  на два нивоа. Овај врт примитивних биљака упознаје јавност са ретким биљним врстама,  без цвећа, а леп пејзаж представља спектакл за све пацијенте.
Коначно, зграда се отвара према граду кроз беле и кубичне терасе и готово 7.500 м² баштенских тераса на којима је засађено растиње у  огромном комплексу закривљених облика.
Новоизграђена болница је свечано отворена 21. марта 1988. године, а пуштена је у рад  2. маја исте године.

## Делатност
Медицински програм болница Робер Дебре  нуди по први пут у Француској низ мултидисциплинарних програма везаних  за бригу о мајци и детету.  Ова брига, такође на иновативан начин,  реализује се кроз бројне програме фокусира на активности дневне болнице, посебно погодне за област педијатрије, било у области интерне медицине или амбулантне хирургије. 
Техничка платформа испуњава амбиције универзитетске болнице јер располаже са неколико операционих сала, велики сектор за медицинска снимања и функционално истраживање и лабораторије које покривају готово све биолошке дисциплине.
Болница Робер Дебре организована је око следећих медицинских активности:
- Биологија
- Хирургија и анестезија
- Гинекологија и перинатална нега
- Медицинска педијатрија
- Физиологија,
- Дечја сликовна дијагностика,
- Медицинске информације

| Показатељи                                                                  | 2011    | 2013    | 2015    |
| --------------------------------------------------------------------------- | ------- | ------- | ------- |
| Кревети                                                                     | 500     | 475     | 475     |
| Радна снага, људски ресурси                                                 | 2.600   | 2.800   | 2 870   |
| Пријем, годишње                                                             | 40.000  | 42.000  | 48.861  |
| Консултације, по годинама                                                   | 150.000 | 150.000 | 161.270 |
| Број пријема дечијих и акушерско-гинеколошких хитних случајеве, по годинама | 80.000  | 88.000  | 94.253  |
| Број порођаја по годинама                                                   | 3.000   | 3.000   | 3.052   |